# Бэрри, Кевин
Ке́вин Майкл Джо́зеф Бэ́рри (англ. Kevin Michael Joseph Barry; 10 октября 1959, Крайстчерч) — новозеландский боксёр, представитель полутяжёлой весовой категории. Выступал за сборную Новой Зеландии по боксу в первой половине 1980-х годов, серебряный призёр летних Олимпийских игр в Лос-Анджелесе, бронзовый призёр Игр Содружества наций в Брисбене, победитель и призёр турниров национального значения. Также известен как боксёрский тренер и менеджер, наставник таких боксёров как Дэвид Туа, Джозеф Паркер, Бейбут Шуменов и др.

## Биография
Кевин Бэрри родился 10 октября 1959 года в городе Крайстчерче региона Кентербери. Активно заниматься боксом начал с раннего детства, проходил подготовку под руководством своего отца Кевина Бэрри старшего, известного в Новой Зеландии тренера.

### Любительская карьера
Первого серьёзного успеха на взрослом международном уровне добился в сезоне 1982 года, когда вошёл в основной состав новозеландской национальной сборной и побывал на Играх Содружества наций в Брисбене, откуда привёз награду бронзового достоинства, выигранную в полутяжёлой весовой категории.
Благодаря череде удачных выступлений удостоился права защищать честь страны на летних Олимпийских играх 1984 года в Лос-Анджелесе. Он благополучно преодолел первых троих соперников и на стадии полуфиналов встретился с сильным американским боксёром Эвандером Холифилдом, будущим многократным чемпионом мира среди профессионалов. В ходе их поединка Бэрри получил несколько замечаний за удержание соперника и лишился двух очков из-за нанесённых ударов по затылку. В одном из эпизодов во втором раунде рефери попытался прервать стремительную атаку Холифилда командой «брейк», однако американец продолжил наносить удары и нокаутировал Бэрри. Судья на ринге принял решение дисквалифицировать Холифилда за этот поступок, и победителем объявили новозеландца. Однако, поскольку боксёр побывал в нокауте, в соответствии с регламентом он не имел права выходить на ринг в течение 28 суток и по этой причине не смог принять участие в финале. Таким образом, победителем Олимпиады в полутяжёлом весе без боя стал югослав Антон Йосипович, а Кевин Бэрри получил лишь серебряную медаль.

### В профессиональном боксе
Бэрри никогда не боксировал среди профессионалов, однако начиная с 1990 года он работает в профессиональном боксе в качестве тренера и менеджера. Одним из первых его подопечных стал тяжеловес Дэвид Туа, выигравший бронзовую медаль на Олимпийских играх в Барселоне — Бэрри помог ему перейти в профессионалы и затем вёл его карьеру в течение 1992—2003 годов. Под его руководством Туа заслужил право оспорить титул чемпиона мира, но в 2000 году проиграл титульный бой британцу Ленноксу Льюису. Сотрудничество боксёра и тренера прекратилось из-за появившихся между ними финансовых разногласий, что привело к длительным судебным тяжбам.
Помимо этого, Кевин Бэрри, переехав на постоянное жительство в Лас-Вегас, принимал участие в подготовке многих других известных профессиональных боксёров. Так, в разное время у него тренировались Робби Пиден, Маселино Масоэ, Джозеф Паркер, Бейбут Шуменов, Умар Саламов, Изуагбе Угонох, Равшан Худайназаров, Гайрат Ахмедов, Брайан Минто, Шейн Кэмерон и др. В качестве персонального тренера он работал со многими крупными американскими бизнесменами.

### Личная жизнь
Женат на новозеландской гимнастке Тане Мосс, так же выступавшей на Олимпиаде в Лос-Анджелесе. У них есть трое общих детей, дочь Джорди, сыновья-близнецы Тейлор и Митчелл. У Кевина также есть дочь Кейси, родившаяся до женитьбы от другой женщины. Тейлор Бэрри тоже избрал для себя профессию тренера, занимается подготовкой боксёров вместе с отцом.
Бэрри является активным участником новозеландского сообщества любителей бокса, регулярно принимает участие в трансляциях новозеландских телеканалов в качестве комментатора и эксперта.